# Беррилл, Томас Джонатан
Томас Джонатан Беррилл (англ. Thomas Jonathan Burrill; 25 апреля 1839, Питсфилд — 14 апреля 1916) — американский ботаник, миколог и фитопатолог, который первым обнаружил бактериальные причины болезней растений.

## Биография
Томас Джонатан Беррилл родился 25 апреля 1839 года.
В 1868 году он был избран профессором ботаники и садоводства в Университете штата Иллинойс и оставался там до конца своей карьеры, став вице-президентом в 1882 году и президентом в 1891—1894 годах.
Томас Джонатан Беррилл умер 14 апреля 1916 года.

## Научная деятельность
Томас Джонатан Беррилл специализировался на изучении причин болезней растений, а также на микологии.

## Научные работы
- A bacterial disease of corn. Champaign [Ill.]: University of Illinois Agricultural Experiment Station, 1889.
- Fire blight: the foundation of phytobacteriology / selected papers of Thomas J. Burrill, Joseph C. Arthur and Merton B. Waite; edited, with introductory and concluding essays, by Clay S. Griffith, Turner B. Sutton and Paul D. Peterson. St. Paul, Minn.: APS Press, 2003.